# Маскат
Маскат је град у Оману који покрива око 1500 km² и има улогу главног града земље. Административно подручје шире области Маскат има 3500 km². У граду се налазе густо насељене пословне и резиденцијалне четврти, али и доста неуређених површина. Број становника је 880.200 (2005), од којих већина живи ван центра. Према Националном центру за статистику и информације (NCSI), укупна популација Гувернората Маскат износила је 1,4 милиона од септембра 2018. године. Метрополитанско подручје простире се на приближно 3.500 km2 (1.400 sq mi) и укључује шест провинција које се називају вилајети. Познат од раног 1. века нове ере као важна трговачка лука између запада и истока, Маскатом су владала различита домородачка племена, као и стране силе као што су Персијанци, Португалско царство, Иберијска унија и Османско царство у различитим епохама у његовој историји. Као регионална војна сила у 18. веку, Маскатов утицај се проширио чак до источне Африке и Занзибара. Као важан лучки град у Оманском заливу, Маскат је привлачио стране трговце и насељенике као што су Персијанци и Белуџи. Од када је Кабус бин Саид постао султан Омана 1970. године, Маскат је доживео брз инфраструктурни развој који је довео до раста живахне економије и мултиетничког друштва. Маскат је назван бета - глобалним градом од стране Мреже за истраживање глобализације и светских градова.
Маскат је један од најстаријих градова на Блиском истоку. За њега се зна од другог века нове ере. Већ тада је био познат као трговачки центар. Први Европљанин који је стигао до Маската у савремено доба био је португалски морепловац Васко да Гама, који је овде приспео на путу за Индију. Португалци су заузели и опљачкали град 1507, али су их Арапи истерали 1649. Оманци чине 60% становништва, док су остали економски емигранти из Индије, Пакистана, Судана и Египта. Главна привредна активност је трговина нафтом.

## Географија
Мускат се налази на североистоку Омана. Северни повратник пролази јужно од ове области. На западу се граничи са равницама регије Ал Батинах, а на истоку са регијом Аш Шаркијах. Унутрашње равнице регије Ад Дакилијах граниче се са Маскатом на југу, док Омански залив чини северну и западну периферију града. Вода дуж обале Маската тече дубоко, формирајући две природне луке, у Матраху и Маскату. Централне планине Хаџар пролазе кроз северну обалу града.

### Клима
| Клима Маската                 | Клима Маската | Клима Маската | Клима Маската | Клима Маската | Клима Маската | Клима Маската | Клима Маската | Клима Маската | Клима Маската | Клима Маската | Клима Маската | Клима Маската | Клима Маската |
| Показатељ \ Месец             | .Јан.         | .Феб.         | .Мар.         | .Апр.         | .Мај.         | .Јун.         | .Јул.         | .Авг.         | .Сеп.         | .Окт.         | .Нов.         | .Дец.         | .Год.         |
| ----------------------------- | ------------- | ------------- | ------------- | ------------- | ------------- | ------------- | ------------- | ------------- | ------------- | ------------- | ------------- | ------------- | ------------- |
| Апсолутни максимум, °C (°F)   | 34,6 (94,3)   | 38,2 (100,8)  | 41,5 (106,7)  | 44,9 (112,8)  | 48,3 (118,9)  | 48,5 (119,3)  | 49,1 (120,4)  | 49,2 (120,6)  | 47,2 (117)    | 43,6 (110,5)  | 39,4 (102,9)  | 37,8 (100)    | 49,2 (120,6)  |
| Максимум, °C (°F)             | 25,5 (77,9)   | 26,1 (79)     | 29,8 (85,6)   | 34,7 (94,5)   | 39,5 (103,1)  | 40,4 (104,7)  | 38,6 (101,5)  | 36,2 (97,2)   | 36,3 (97,3)   | 35,0 (95)     | 30,5 (86,9)   | 27,1 (80,8)   | 33,31 (91,96) |
| Просек, °C (°F)               | 21,3 (70,3)   | 21,9 (71,4)   | 25,2 (77,4)   | 29,8 (85,6)   | 34,2 (93,6)   | 35,2 (95,4)   | 34,3 (93,7)   | 32,0 (89,6)   | 31,4 (88,5)   | 29,7 (85,5)   | 25,7 (78,3)   | 22,6 (72,7)   | 28,61 (83,5)  |
| Минимум, °C (°F)              | 17,3 (63,1)   | 17,6 (63,7)   | 20,7 (69,3)   | 24,7 (76,5)   | 29,1 (84,4)   | 30,6 (87,1)   | 30,4 (86,7)   | 28,4 (83,1)   | 27,5 (81,5)   | 24,9 (76,8)   | 20,9 (69,6)   | 18,9 (66)     | 24,25 (75,65) |
| Апсолутни минимум, °C (°F)    | 1,6 (34,9)    | 2,3 (36,1)    | 7,0 (44,6)    | 10,3 (50,5)   | 17,2 (63)     | 21,6 (70,9)   | 23,5 (74,3)   | 21,3 (70,3)   | 19,0 (66,2)   | 14,3 (57,7)   | 9,4 (48,9)    | 4,5 (40,1)    | 1,6 (34,9)    |
| Количина падавина, mm (in)    | 12,8 (0,504)  | 24,5 (0,965)  | 15,9 (0,626)  | 17,1 (0,673)  | 7,0 (0,276)   | 0,9 (0,035)   | 0,2 (0,008)   | 0,8 (0,031)   | 0,0 (0)       | 1,0 (0,039)   | 6,8 (0,268)   | 13,3 (0,524)  | 100,3 (3,949) |
| Релативна влажност, %         | 63            | 64            | 58            | 45            | 42            | 49            | 60            | 67            | 63            | 55            | 60            | 65            | 57,6          |
| Сунчани сати — месечни просек | 268,6         | 244,8         | 278,3         | 292,5         | 347,4         | 325,7         | 277,7         | 278,6         | 303,9         | 316,9         | 291,9         | 267,0         | 3.493,3       |
| Извор: NOAA (1961–1990)       |               |               |               |               |               |               |               |               |               |               |               |               |               |

## Становништво
| Година       | 2016      | 2019      |
| ------------ | --------- | --------- |
| Становништво | 1.090.797 | 1.421.409 |

## Партнерски градови
- Аман
- Акхисар
- Афионкарахисар
- Портсмут

## Галерија
- Маскат, Оман